# Château d'Ahlden
Le château d'Ahlden est un château situé dans la commune d'Ahlden, dans le Land de Basse-Saxe en Allemagne.
Il a été le lieu de bannissement de la princesse Sophie-Dorothée de Brunswick-Lunebourg, l'épouse du futur roi d'Angleterre, George Ier pendant 32 ans.
Elle y meurt, toujours en captivité, le 2 novembre 1726 à 23 heures[réf. souhaitée].
Propriété de l'État allemand, le château ayant besoin d'une rénovation est vendu en 1975 à des investisseurs privés au prix de 90 000 DM sous condition que la cour du château reste accessible au public plusieurs heures par jour. Aujourd'hui ce bâtiment à trois ailes est le siège d'une entreprise de vente aux enchères d'œuvres d'art.
L'intérieur n'est accessible au public que pendant les expositions des œuvres qui précèdent les ventes aux enchères.

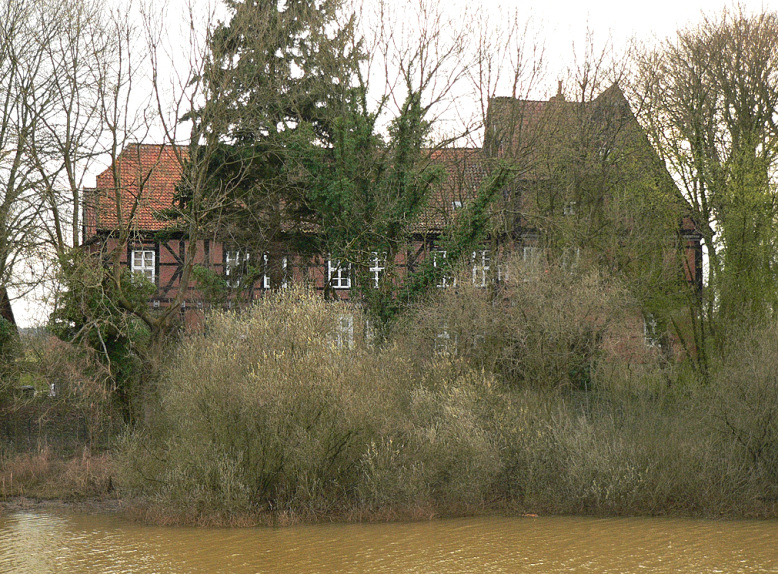
Château et l'ancien bras de la rivière Leine
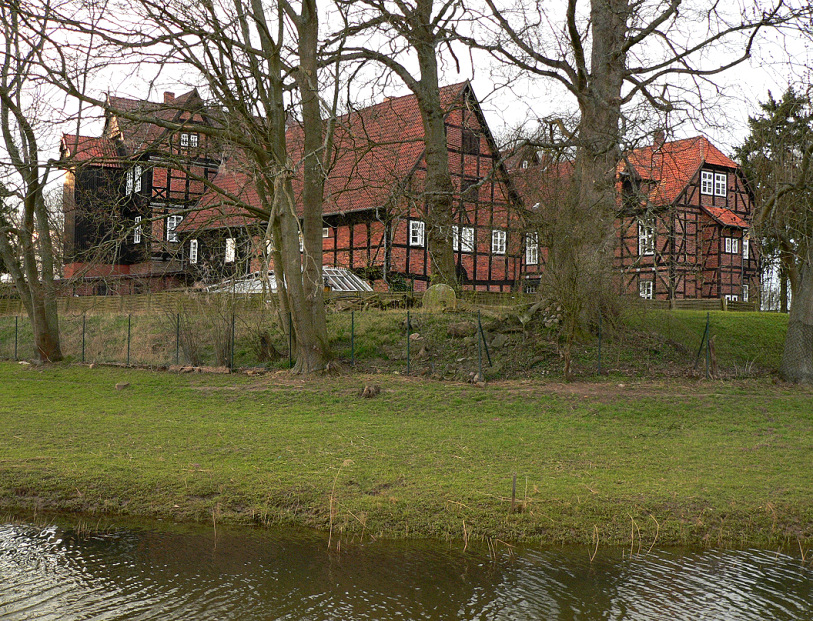
Château d'Ahlden (l'arrière)
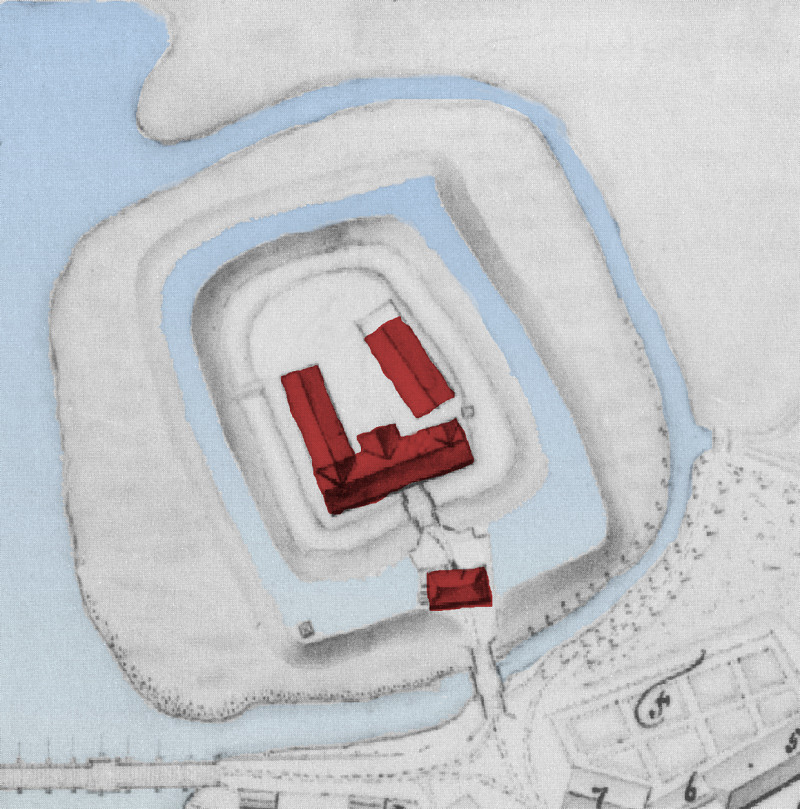
Plan du château de 1747
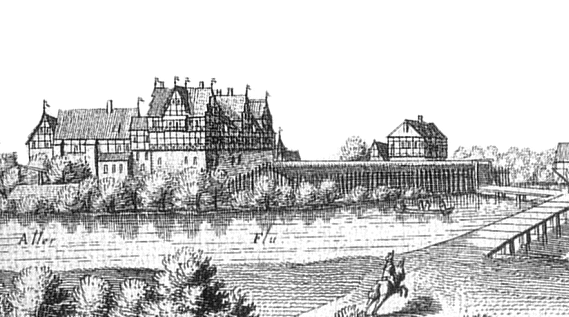
Château d'Ahlden de Merian 1654